# Dream Girl (phim 2019)
Dream Girl là một bộ phim hài Ấn Độ bằng tiếng Hindi vào năm 2019 với sự tham gia của Ayushmann Khurrana vai một diễn viên đa giới tính với giọng nữ giả mạo thu hút sự chú ý của nam giới. Bộ phim được đạo diễn là Raaj Shaandilyaa và được đồng sản xuất bởi Ekta Kapoor và Shobha Kapoor dưới biểu ngữ Balaji Motion Pictures của họ. Nushrat Bharucha, Annu Kapoor, Manjot Singh, và Vijay Raaz cóvai trò hỗ trợ.

## Diễn viên
- Ayushmann Khurrana vai Karamveer Singh / Pooja
- Nushrat Bharucha vai Mahi Rajput
- Annu Kapoor vai Jagjeet Singh
- Manjot Singh vai Smiley Singh
- Vijay Raaz vai Rajpal Kirar
- Abhishek Banerjee vai Mahinder Rajput
- Raj Bhansali vai Chandu Tiền Toto Ấn Pushp
- Rajesh Sharma vai Mauji (WJI)
- Nidhi Bisht vai Roma Gupta
- Neela Mulherkar vai Dadi
- Neha Saraf vai Chandrakanta Kirar
- Gaur Jitender là cha của Toto
- Arihant vai Sonu Kirar
- Gagan Gupta là Giám đốc
- Saurabh Nayyar vai Ram
- Shashi Ranjan vai Hanuman
- Yash Yogen vai Laxman
- Gant cơ bản như Deepak
- Sukesh Anand vai Ravan
- Vedika Bhandari vai Pooja (Bản gốc)
- Nghi thức Deshmukh (xuất hiện đặc biệt trong bài hát "Dhagala Lagali") [5]

## Sản xuất
Vào tháng 11 năm 2018 Ayushmann Khurrana đã công bố Dream Girl được viết và đạo diễn bởi Raaj Shaandilyaa, được sản xuất bởi Ekta Kapoor, Shobha Kapoor và Aashish Singh. Nushrat Bharucha đúc đối diện anh ta. Nhân vật chính sẽ có ba điểm nhấn trong phim. Ahmed Khan đang biên đạo các điệu nhảy với Khurrana trong sari.
Quá trình quay phim chính bắt đầu vào tháng 12 năm 2018. Bharucha đã hoàn thành phần quay phim của mình vào tháng 1 năm 2019 ở Mumbai.

### Âm nhạc
| Danh sách bài hát | Danh sách bài hát                       | Danh sách bài hát                         | Danh sách bài hát |
| STT               | Nhan đề                                 | Ca sĩ                                     | Thời lượng        |
| ----------------- | --------------------------------------- | ----------------------------------------- | ----------------- |
| 1.                | "Radhe Radhe"                           | Amit Gupta, Meet Bros                     | 3:30              |
| 2.                | "Dil Ka Telephone"                      | Nakash Aziz, Jonita Gandhi, Meet Bros     | 3:29              |
| 3.                | "Dhagala Lagali"                        | Mika Singh, Jyotica Tangri, Meet Bros     | 3:06              |
| 4.                | "Ik Mulaqaat" (Lyrics by Shabbir Ahmed) | Altamash Faridi, Palak Muchhal, Meet Bros | 4:07              |
| 5.                | "Gat Gat"                               | Jass Zaildar, Khushboo Grewal, Meet Bros  | 3:40              |
| 6.                | "Radhe Radhe" (Remix)                   | Amit Gupta, Meet Bros, DJ Harshit Shah    | 2:45              |
| 7.                | "Dil Ka Telephone" (Remix)              | Nakash Aziz, Jonita Gandhi, Meet Bros     | 3:16              |
| 8.                | "Ik Mulaqaat" (Unplugged)               | Ayushmann Khurrana                        | 3:33              |
| Tổng thời lượng:  | Tổng thời lượng:                        | Tổng thời lượng:                          | 27:26             |

## Phát hành
Tấm poster đầu tiên của bộ phim được ra mắt vào ngày 3 tháng 12 năm 2018. Nó được Ayushmann Khurrana trình bày trong một sari. Vào ngày 12 tháng 8, đoạn trailer chính thức của bộ phim đã được Balaji Motion Pictures tung ra.
Bộ phim được phát hành vào ngày 13 tháng 9 năm 2019.

## Đón nhận
Nhà phân tích và phê bình thương mại Taran Adarsh đã cho bộ phim bốn trên năm sao, gọi nó là "Người chiến thắng" và ca ngợi diễn xuất của Ayushmann Khurrana, Annu Kapoor và đạo diễn của Raaj Shaandilyaa. Anh viết: "Nghệ sĩ giải trí toàn diện với những câu chuyện hài hước... Được trang trí với những câu thoại dí dỏm, hướng hợp âm đúng "  Charu Thakur của Ấn Độ Today đã cho bộ phim ba ngôi sao trong số năm ngôi sao, được biết rằng Dream Girl là một bộ phim hài ngoài luồng với những câu chuyện hài hước và những câu chuyện cười dí dỏm, khiến nó trở thành một truyện tranh dài. Cô đồng tình với Taran khi ca ngợi màn trình diễn của Khurrana và Kapoor. Giám đốc đã phê bình vì mất chủ đề của bộ phim, cô kết luận: "Tuy nhiên, sự do dự của anh ấy [Shaandilyaa] cho việc tìm hiểu sâu vào chủ đề khiến nó ít ghi điểm hơn trong thẻ báo cáo. Nếu bạn đang tìm kiếm một bộ phim hài nhẹ nhàng vào cuối tuần này, [bộ phim này] chắc chắn nên có trong danh sách của bạn. " 
Shubhra Gupta của The Indian Express đã đưa ra hai trên năm ngôi sao và cảm thấy bộ phim có nhiều ý tưởng hay nhưng những điều đó không được thực thi, nêu rõ, ".... những ý tưởng này vẫn còn nửa vời, được nói thẳng ra rằng cuộc đối thoại vô nghĩa đến mức không có dù một tiếng cười hay vỗ tay nào".,Khurana được ca ngợi vì màn trình diễn của anh ấy, cô ấy kết luận: "Bạn hãy xem Dream Girl của Khurrana. Anh ấy đóngvai Karam / Pooja với sự duyên dáng và niềm tin, và khiến điều này như được hát lên. "  Priyanka Sinha Jha của CNN-News18, ca ngợi Khurrana và đoàn kịch của Manjot Singh, Vijay Raaz, Annu Kapoor, Abhishek Banerjee, Nushrat Bharucha, Rajesh Sharma, Nidhi Bisht và Raj Bhansali. số năm. Đồng ý với Gupta, cô lưu ý rằng nửa sau đã bị thiếu sự khéo léo. Cô ca ngợi nhà văn kiêm đạo diễn Raaj Shaandilyaa vì 'giữ được một đoạn kịch tính của kịch bản, các đoạn hội thoại và câu chuyện trên đường ray, cô nói, " Dream Girl chắc chắn sẽ giải trí cho khán giả xem phim trong khi khơi dậy một cuộc trò chuyện quan trọng về xây dựng giới trong điện ảnh Ấn Độ." 